# Campionat de Ral·lis Àsia-Pacífic
El Campionat de Ral·lis Àsia-Pacífic (en anglès: Asia-Pacific Rally Championship, abreujat APRC) és una competició internacional de ral·lis organitzada per la FIA des del 1988 que es desenvolupa a l'Àsia oriental i a Oceania.
Entre els països que actualment acullen proves d'aquest campionat hi trobem Nova Zelanda, Austràlia, Malàisia, Japó, Xina i Índia. Amb anterioritat també se'n havien disputat a Indonèsia, Tailàndia o Nova Caledònia.
Des de l'any 2008 també es disputa de forma paral·lela al Campionat la Asia Cup i la Pacífic Cup.
Degut a la pandèmia de covid-19, aquest campionat no es va disputar els anys 2020 i 2021.

## Guanyadors
A 18 de maig de 2023
| Any  | Pilot             | Cotxe                            |
| ---- | ----------------- | -------------------------------- |
| 1988 | Kenjiro Shinozuka | Mitsubishi Galant VR-4           |
| 1989 | Rod Millen        | Mazda 323 4WD                    |
| 1990 | Carlos Sainz      | Toyota Celica GT-Four ST165      |
| 1991 | Ross Dunkerton    | Mitsubishi Galant VR-4           |
| 1992 | Ross Dunkerton    | Mitsubishi Galant VR-4           |
| 1993 | Possum Bourne     | Subaru Legacy RS                 |
| 1994 | Possum Bourne     | Subaru Impreza 555               |
| 1995 | Kenneth Eriksson  | Mitsubishi Lancer Evolution III  |
| 1996 | Kenneth Eriksson  | Subaru Impreza 555               |
| 1997 | Kenneth Eriksson  | Subaru Impreza WRC               |
| 1998 | Yoshio Fujimoto   | Toyota Corolla WRC               |
| 1999 | Katsuhiko Taguchi | Mitsubishi Lancer Evolution VI   |
| 2000 | Possum Bourne     | Subaru Impreza WRX               |
| 2001 | Karamjit Singh    | Proton Pert                      |
| 2002 | Karamjit Singh    | Proton Pert                      |
| 2003 | Armin Kremer      | Mitsubishi Lancer Evolution VII  |
| 2004 | Karamjit Singh    | Proton Pert                      |
| 2005 | Jussi Välimäki    | Mitsubishi Lancer Evolution VIII |
| 2006 | Cody Crocker      | Subaru Impreza WRX STI           |
| 2007 | Cody Crocker      | Subaru Impreza WRX STI           |
| 2008 | Cody Crocker      | Subaru Impreza WRX STI           |
| 2009 | Cody Crocker      | Subaru Impreza WRX STI           |
| 2010 | Katsuhiko Taguchi | Mitsubishi Lancer Evolution X    |
| 2011 | Alister McRae     | Proton Satria Neo S2000          |
| 2012 | Chris Atkinson    | Škoda Fabia S2000                |
| 2013 | Gaurav Gill       | Škoda Fabia S2000                |
| 2014 | Jan Kopecký       | Škoda Fabia S2000                |
| 2015 | Pontus Tidemand   | Škoda Fabia S2000                |
| 2016 | Gaurav Gill       | Škoda Fabia R5                   |
| 2017 | Gaurav Gill       | Škoda Fabia R5                   |
| 2018 | Yuya Sumiyama     | Škoda Fabia R5                   |
| 2019 | Lin Dewei         | Subaru XV                        |
| 2020 | No disputada      | No disputada                     |
| 2021 | No disputada      | No disputada                     |
| 2022 | Hayden Paddon     | Hyundai i20 AP4                  |
| 2023 | Rifat Sungkar     | Škoda Fabia R5/Rally2 evo        |

### Asia Cup
| Any  | Pilot            | Cotxe                   |
| ---- | ---------------- | ----------------------- |
| 2008 | Cody Crocker     | Subaru Impreza WRX STI  |
| 2009 | Cody Crocker     | Subaru Impreza WRX STI  |
| 2010 | Yuya Sumiyama    | Mitsubishi Lancer Evo X |
| 2011 | Alister McRae    | Proton Satria Neo S2000 |
| 2012 | Yuya Sumiyama    | Subaru Impreza WRX STI  |
| 2013 | Michael Young    | Toyota Vitz             |
| 2014 | Yuya Sumiyama    | Subaru Impreza WRX STI  |
| 2015 | Hitoshi Takayama | Subaru Impreza WRX STI  |
| 2016 | Gaurav Gill      | Škoda Fabia R5          |
| 2017 | Gaurav Gill      | Škoda Fabia R5          |
| 2018 | Yuya Sumiyama    | Škoda Fabia R5          |
| 2019 | Michael Young    | Toyota C-HR             |

### Pacífic Cup
| Any  | Pilot               | Cotxe                                             |
| ---- | ------------------- | ------------------------------------------------- |
| 2008 | Dean Herridge       | Subaru Impreza WRX STI                            |
| 2009 | Hayden Paddon       | Subaru Impreza WRX STI / Mitsubishi Lancer Evo IX |
| 2010 | Brendan Reeves      | Subaru Impreza WRX STI                            |
| 2011 | Chris Atkinson      | Proton Satria Neo S2000                           |
| 2012 | Chris Atkinson      | Škoda Fabia S2000                                 |
| 2013 | Simon Knowles       | Mitsubishi Lancer Evo IX                          |
| 2014 | Jan Kopecký         | Škoda Fabia S2000                                 |
| 2015 | Pontus Tidemand     | Škoda Fabia S2000                                 |
| 2016 | Fabian Kreim        | Škoda Fabia R5                                    |
| 2017 | Ole Christian Veiby | Škoda Fabia R5                                    |
| 2018 | Fabio Frisiero      | Peugeot 208 AP4                                   |
| 2019 | Hayden Paddon       | Hyundai i20 AP4                                   |